# تاکسپن دو بلنس
تاکسپن دو بلنس (به اسپانیایی: Tuxpan de Bolaños) یک منطقهٔ مسکونی در مکزیک است که در خالیسکو واقع شده است.

## خصوصیات
تاکسپن دو بلنس ۹۴۴ نفر جمعیت دارد و ۱٬۱۲۰ متر بالاتر از سطح دریا واقع شده‌است.